# 纽约州州旗

纽约州州旗

纽约州州旗（英语：Flag of New York State）是纽约州的官方旗帜，该旗为蓝底，上有纽约州纹章。现版州旗在1901年正式启用。

## 概述
纽约州州旗设蓝色底，长宽比为2：1。纽约州各地的政府建筑均会悬挂州旗。纽约州州旗（及州徽）展示了纽约州的纹章，该纹章最早于1778年被采用。

### 纹章构成
纹章顶部的饰章是一只屹立在地球上的鹰。
纹章中部的盾牌上展示了哈德逊河的风景。河面上共有两艘船，左面的双桅帆船分别代表国际贸易，右边的单桅帆船代表国内贸易。远景是绿草茵茵的河岸和山脉，太阳在山背后闪耀着光芒。值得注意的是，盾形徽章的设计并不符合纹章学规范，由此可以推断该纹章是近代的设计。
盾牌左右各有一人把持：
左侧： 自由女神手持一杆，杆顶是革命的象征──自由之帽。其左脚下踩着一顶王冠，象征着前殖民地纽约脱离英国而获得自由；
右侧： 戴着眼罩的正义女神左手持代表无私的天平，右手持剑，象征公正。
盾牌底部的绶带上写有纽约州格言“高攀不止”（拉丁语：Excelsior）及副格言“合眾為一”（拉丁语：E Pluribus Unum）。

### 绘制规定
盾纹：底设天蓝色，描绘风景图。盾中构图如下：中带（即纹章的中央横线）上绘升旗太阳，设金色。太阳前绘三座山峰，中间一座为最高。盾牌底部绘一艘双桅帆船、一艘单桅帆船，两船面朝对方，于河中汇合。盾牌前景为绿草覆盖的河岸。
饰章：底部绘金蓝两色的圈状物。上绘2/3个地球，地球需展示北大西洋及其沿岸。地球上部绘一只美国秃鹰，面右。
衬章：绘一条展开的卷轴（或绶带）。上书格言：“高攀不止”（Excelsior）及副格言“合眾為一”（E Pluribus Unum），字体黑色。
左侧护盾者：自由女神。蓬头上饰珍珠，身着天蓝长袍，足下为红色凉鞋。腰部系一金色腰带，腰带边缘设红色。女神身后绘一红色斗篷，从肩部直至足部。右手持一杖，其顶为自由之帽，帽设金色；左臂曲肘，手持盾牌右侧的的最高点。左脚下绘一皇冠；
右侧护盾者：正义女神。蓬头上饰珍珠，身着金色长袍，着凉鞋。腰部系一天蓝色腰带，腰带边缘设红色。女神两眼为一布所蒙蔽。右手持剑朝上，剑柄设金色，倚于盾牌左侧最高点上。左臂曲肘，手持天平。

## 历史
1778年，纽约州州旗及纹章被正式采用。目前通用的版本在原版的基础上进行了现代设计。原设计陈列在奥尔巴黎艺术及历史学院中。
1901年4月2日，纽约州议会将旗帜底部的颜色从浅黄色改为深蓝色。
2001年，北美旗帜学学会对72面美国州旗、地区旗和加拿大省旗进行综合评比，纽约州州旗位列第53名。
2020年，紐約州議會通過該州預算案，其中包含州長安德魯·古莫修改紐約州州徽和州旗的要求，新版州徽在原本的格言“高攀不止”（Excelsior）下方加上了副格言“合眾為一”（E Pluribus Unum）。距離上次修改州徽和州旗已是1882年。

## 相关设计
纽约州州长旗与州旗类似，但长宽比为3：2，且在旗面四角各置一颗白星。

纽约州州长旗

纽约州州徽也带有州旗中央的纹章。州徽呈圆形，外围用英文写有“纽约州州徽”的字样。

纽约州州徽